# Everyday People
«Everyday People» — песня американской группы Sly and the Family Stone. Была издана отдельным синглом в ноябре 1968 года. Потом вошла в их альбом 1969 года Stand!
В США песня поднялась на 1 место чарта Billboard Hot 100 и на 1 место жанрового ритм-н-блюзового чарта того же журнала «Билборд». Это был первый из трёх синглов в истории группы, поднявшийся в США на 1 место.
В чарте Billboard Hot 100 на 1 месте он продержался 4 недели — c 14 февраля по 14 марта 1969 года. В итоговом чарте журнала «Билборд» за весь 1969 год песня заняла 5 место.

## Тема песни
Песня «Everyday People» является призывом к миру и равенству между различными расами и социальными группами. В творчестве группы Sly and the Family Stone эта тема была одной из основных.

## Награды и признание
В 2004 году журнал Rolling Stone поместил песню «Everyday People» в оригинальном исполнении группы Sly and the Family Stone на 145 место своего списка «500 величайших песен всех времён». В списке 2011 года песня находится на 146 месте.

## Кавер-версии
- Американский певец и музыкант Джефф Бакли на заре своей карьеры часто исполнял сольно «Everyday People». Его версия вошла в сборник You and I 2016 года[5].